# Jules de Liron d'Airoles
Pour les articles homonymes, voir Liron d'Airoles.
 (mai 2019).
Jules de Liron d'Airoles, né le 27 juin 1802 à Aurillac et mort le 15 novembre 1882 à Nantes, est un pépiniériste angevin.

## Biographie
Xavier-Louis-Philippe (prénoms de baptême), usuellement Jules, de Liron d'Airolles est né le 09 messidor de l'an X (~27 juin 1802), à Aurillac. 
C'est le fils de Clément-Louis-Philippe de Liron d'Airoles et de Louise Olympe Émilie de Nattes. Il est le cinquième enfant de cette famille de notables du Vigan (Gard). Il se marie en premières noces avec Isabelle Granjon (de Lépiney) en avril 1836 à Chalon-sur-Saône. Cette union  donnera naissance à une première fille en avril 1838, puis à une seconde en février 1839. Le décès de sa première femme survient dans les derniers jours de 1843, à 33 ans. À Nantes, il se remarie avec Marie-Caroline Lyrot de la Jarry (grande famille de Nantes). Il est mort, pratiquement aveugle, le 15 novembre 1882, à Nantes, à l'âge de 80 ans.

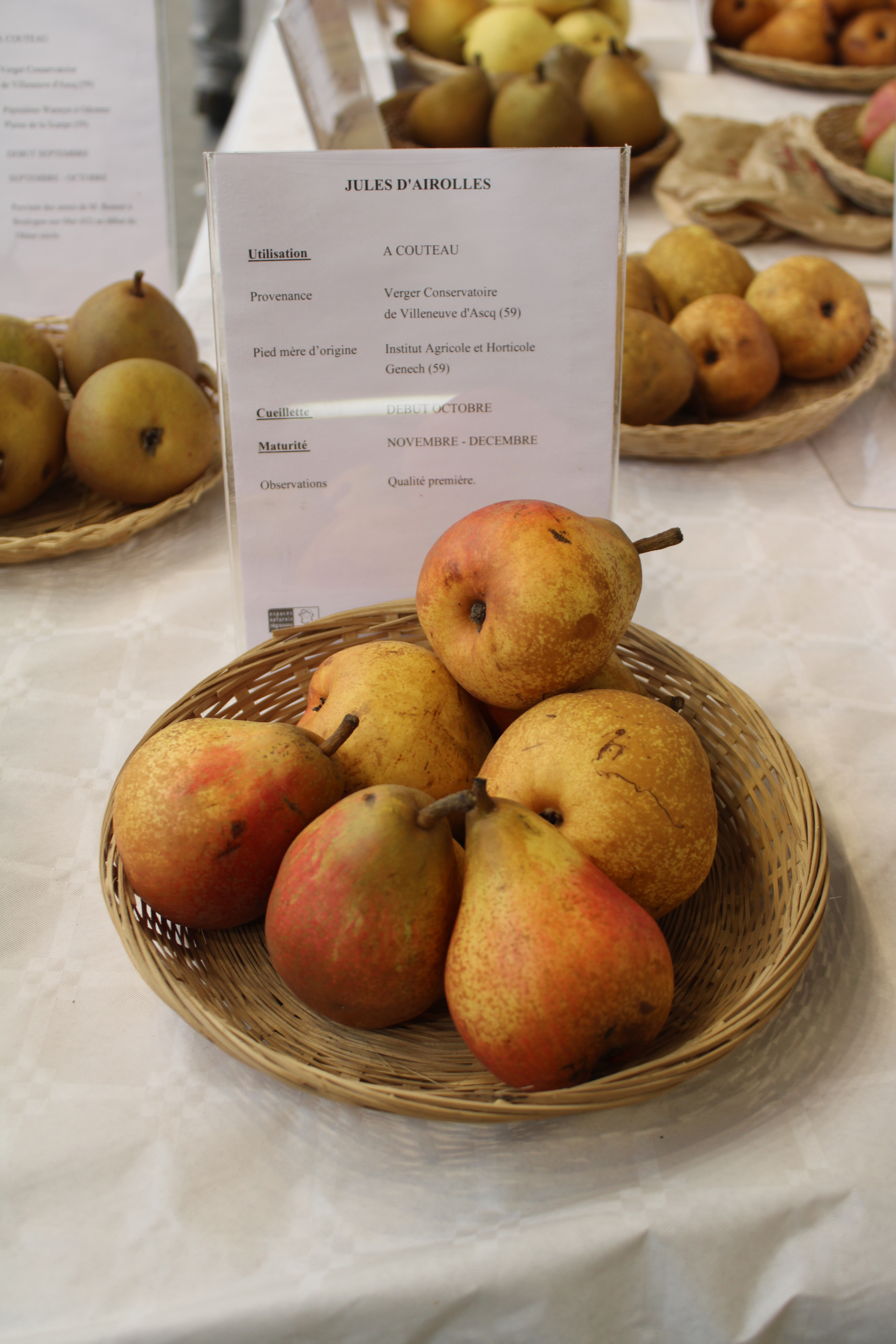
Un poirier porte son nom.

C'est un officier forestier passionné d'horticulture. Les premiers documents font état de lui comme gérant le domaine de la Civélière à Nantes, mettant au point des appareils de culture ou d'élevage. Il se voue à la culture du poirier. Nombreux sont ses articles sur le sujet. Il est membre honoraire ou correspondant de nombreuses sociétés horticoles. La pomologie lui doit en particulier des précisions historiques pour des variétés de poiriers ou pommiers, inédites et précieuses. Avant d'être réellement mentionné (on parlait déjà de lui comme d'un « ami de l'horticulture »), il se rendait très probablement en Belgique (un de ses frères ainés résidait à Lille).
À Chalon-sur-Saône, où il réside au moins dès 1836 (acte de mariage), il est un des membres fondateurs de la Société d'agriculture et d'horticulture. Il en est le premier secrétaire de 1844 à courant 1845. Peu après le décès de sa première femme, il s'installe à Nantes où il est le secrétaire de la Société nantaise d'horticulture en 1848-1849. À partir de ce moment, il commence à publier des ouvrages et des articles en rapport avec l'arboriculture et l'horticulture, en majeure partie relatifs à la pomologie. Puis il se rend à Paris où il a au moins un « pied-à-terre » permanent, mais il ne quitte jamais réellement Nantes. Un écrit de 1856-57 le mentionne comme étant toujours domicilié à Nantes. Ses ouvrages sont toujours publiés dans cette ville, mais ont tous aussi fini par l'être à Paris. De toute évidence, il partage son temps entre ces deux villes, tout en poursuivant ses recherches et ses observations pomologiques. Il est membre actif de la Société centrale d'horticulture et écrit régulièrement dans son Journal.

## Ouvrages
- 1854 : Description succincte de fruits..., 162 poires + 16 planches
- 1857 : Liste synonymique historique, 245 poires + 422 sommairement + 51 poiriers à cidre
- 1858 : Description succincte de fruits..., 63 poires + 7 planches
- 1858 : Liste synonymique historique, pas de planche
- 1859 : Liste synonymique historique, 199 poires + 7 planches
- 1859 : Liste synonymique historique
- 1862 : Liste synonymique historique, 75 poires, pas de planche
- 1862 : Description succincte de fruits...,  52 poires + 6 planches

### Œuvres de notoriété moindre
- 1849 : Projet d'établissement de la colonie horticole de l'Ouest, école d'horticulture gratuite à fonder à Nantes (28 p).
- 1849 : Du Chêne-liège (quercus suber) et de la possibilité de le cultiver sur tout le littoral français, importance commerciale de son produit (4 p.)
- 1855 : Album de La Civélière, contenant les Figures et les Descriptions des principales introductions agrico-horticoles qui ont été faites depuis l'année 1851'. Édition très limitée. Seuls une vingtaine d'exemplaires d'un premier tome sont parus. Ouvrage richement illustré d'images exécutées à la main. Le deuxième tome n'est jamais paru.
- 1858 : Essais sur la botanique, la physiologie végétale et sur les phénomènes de la végétation, de la reproduction et de l'hybridation, les anomalies, la greffe et ses effets.
- 1861 : Les poiriers les plus précieux parmi ceux qui peuvent être cultivés en haute-tige, aux vergers et aux champs, avec les figures des fruits au trait (brochure in-8 ; 65 p).
- 1862 : Exposé général sur l'état de la pomologie, à MM. les membres de la Société impériale et centrale d'horticulture de France (brochure in-8 ; 27 p).
- 1862 : Catalogue des arbres fruitiers cultivés dans les pépinières des R.P. Chartreux à Paris 1775 ,82 p.
- 1864 : Les arbres fruitiers de la Loire-Inférieure, leur nomenclature descriptive et historique... (brochure in-8 ; 32 p).
  - Description de la poire Chamaret (Léon-Leclerc) (2 p.).
  - Description des poires Souvenir Favre et Chaigneau (3 p.).
  - Description de deux pommes (4 p.).
  - Description des poires beurré Jalais et bergamotte Lesèble (3 p.)
  - Description de trois fruits (3 p.).
  - Rapport sur une pomme envoyée par M. Lesèble à la Société impériale et centrale d'horticulture (4 p.).
- 1874 : Liste des meilleurs fruits de Seine-Inférieure (brochure in-8 ; 22 p).

- Divers articles comme par exemple la description de la pomme Reinette du Vigan (Revue Horticole, 1862, n° du 16 novembre), etc.